# Kelly Zeeman
Kelly Zeeman (* 19. November 1993 in Amsterdam) ist eine ehemalige niederländische Fußballspielerin. Sie stand zuletzt bei Ajax Amsterdam unter Vertrag und spielte von 2013 bis 2018 für die niederländische Nationalmannschaft.

## Karriere

### Vereine
Kelly Zeeman spielte in der Saison 2012/13 für SC Telstar in der BeNe League. Im Juni 2013 wechselte sie zusammen mit Claudia van den Heiligenberg zu Ajax Amsterdam. Von Januar 2021 bis zum 30. Juni 2021 wurde Zeeman an den SC Heerenveen ausgeliehen. Damit wurde sie als erste niederländische Spielerin in der Eredivisie ausgeliehen. 2022 beendete sie ihre Profikarriere bei Ajax Amsterdam.

### Nationalmannschaft
Zeeman spielte zunächst für die niederländische U-16-Mannschaft, U-17-Mannschaft und U-19-Mannschaft. Am 9. Februar 2013 kam sie bei einem Freundschaftsspiel gegen Belgien erstmals für die niederländische Nationalmannschaft zum Einsatz.
Im Juni 2017 wurde sie von Sarina Wiegman in den niederländischen Kader für die Fußball-Europameisterschaft der Frauen 2017 berufen. Beim Turnier kam sie in zwei Spielen zum Einsatz, wobei sie jeweils erst im Laufe des Spiels eingewechselt wurde. Die Niederlande gewannen schließlich erstmals die Europameisterschaft. Nach dem Turnier wurde die gesamte Mannschaft von Ministerpräsident Mark Rutte und Sportministerin Edith Schippers mit dem Orden von Oranien-Nassau in der Klasse Ritter geehrt. Am 2. März 2018 kam Zeeman im Spiel gegen Dänemark letztmalig für die Nationalmannschaft zum Einsatz.

## Erfolge
Ajax
- Eredivisie: 2016/17, 2017/18
- KNVB-Pokal: 2013/14, 2016/17, 2017/18, 2018/19, 2021/22[1]

Niederlande
- Fußball-Europameisterschaft der Frauen: 2017
- Algarve-Cup: 2018[8]

Individuell
- Orden von Oranien-Nassau (Ritter): 2017